# Cornouailles Soundtrack
Albums de Dan Ar Braz
Célébration d'un héritage
(2014) Harmonie (avec Clarisse Lavanant)
(2017)
Cornouailles Soundtrack est le vingtième album studio de Dan Ar Braz, sorti le 27 mars 2015 chez Coop Breizh. 
Dan Ar Braz reprend sa guitare et sa voix pour continuer à créer et aussi à revisiter des compositions au "cabaret" de sa Cornouaille, toile de fond de toute sa vie. La palette sonore choisie, plus acoustique, est propre à l'intimité et à la confidence. Les compositions sont dédiées principalement à son fils Tristan, mais aussi une à sa fille Youna, à son parrain, un traditionnel à Alan Stivell...

## Conception
Dan Ar Braz a conçu un album qui s'inscrit en continuité et en conclusion de ses trois précédents albums instrumentaux : Musique pour les silences à venir... (1984), Septembre bleu (1988) et La mémoire des volets blancs (2000). Ses deux principales influences guitaristiques restent Hank Marvin (un petit delay donne l'impression que sa guitare vient de l'horizon) et Pat Metheny (il parvient à s'exprimer en très peu de notes).
Après avoir mis un « s » à Bretagne (Ici, ailleurs, là-bas) et Finistère (Finisterres), il évoque une Cornouaille plurielle, ce qui veut dire que chacun peut avoir son idéal propre. Sa guitare chante breton et, en fonction des couleurs choisies, peint un univers différent. L'habillage des notes de guitare par des musiciens bretons est au service des couleurs d’ici et de maintenant. Et puis des mots, des chansons, comme autant d’hommages à ces artistes ou groupes qui auront “habité” son adolescence mais restant toujours d’actualité dans la "bande son du monde" d'aujourd'hui (Beatles, Dylan…).
Il est enregistré en Bretagne par Patrick Péron. « Cet album, sans doute le dernier sous mon nom, est pour toi Tristan », écrit Dan Ar Braz dans le livret, en légende d'une photo où il pose devant une fresque de mots réalisée par son fils, disparu le 10 mars 2013 à l'âge de 33 ans.

## Promotion
En direct sur les chaînes locales bretonnes, il interprète en avant-première Theme for a Victory, l'hymne de la soirée des Victoires de la Bretagne, organisée par Le Télégramme le 9 décembre 2014 à Brest Arena. En direct sur France 3 Bretagne, il interprète, accompagné de Jacques Pellen, Moon River et Flakes of Peace, lors de l'émission Bali Breizh le 15 mars. L'album arrive à la deuxième place du Grand prix du disque du Télégramme.
Le nouveau répertoire est présenté lors d'un spectacle agrémenté de différents titres écrits tout au long de ses 45 ans de carrière. Les principaux concerts ont lieu dans le Finistère pour commencer (Brest, Plabennec, Quimper).
Un clip est tourné en août 2015 par Hervé Penhoat pour le titre Wood on the sand. En septembre 2016, il réalise un second clip pour le titre Avec le temps.

## Caractéristiques artistiques
Wood on the SandTitre qui illustre, telle une musique cinématographique, une nature où guitare « shadowsienne » et cuivres chantent en chœur.
Moon RiverMélodie, issue du film Diamants sur canapé, romantique, planante en subtilité.
The Girl from the other side of the mountainEntraînant, se fredonnant comme un hymne, le thème reçoit les chœurs de Clarisse Lavanant pour des notes de fraîcheurs, exotiques voire pacifiques.
La plage de KermylDédié à une plage du pays fouesnantais, ce tranquille moment doux et acoustique entremêle une complicité « guitaristique » avec Jacques Pellen.
It's for you tooAvec un morceau plus jazzy, guitare et saxophone jouent, souvent, à l’unisson en laissant place aux solos avec des accents comparables à ceux du guitariste Joe Satriani.
O ShenandoahMorceau traditionnel dont les arrangements font, de nouveau, planer l’influence d’un Hank Marvin.
Ar MenuizarUn hommage à son oncle, menuisier l’hiver et marin l’été, alternant délicatesse et vigueur dans les phrasés de guitare ou saxo.
The Soul BridgeL'âme de ce passage fait, par certains aspects, penser au célèbre Englishman in New York de Sting.
Avec le tempsUn hommage solennel à Léo Ferré où la guitare de Dan ar Braz a des bleus à l’âme.
Le hasardRetour à des couleurs plus éthérés et ambiantes, sous une tonalité toujours cuivrée.
None of these wordsUn titre qui colporte la tonalité de La mémoire des volets blancs.
Flakes of peaceLe morceau distille une saveur rythmique proche d’une bossa boisée par une table d’harmonie spécifique aux grandes guitares folk américaines.
May peace find youUn morceau si sacré qu'il navigue hors du temps et de l'espace vers une douce et mélodieuse éternité, en hommage à son fils disparu.
Il voyage en solitaireDans sa continuité, la reprise du célèbre morceau de Gérard Manset apparaît comme une réponse à la douleur qu’il faut exorciser pour retrouver la paix.
Theme for a VictoryConclusion sur des notes dynamiques et joyeuses.

## Liste des titres
| No  | Titre                                        | Auteur                         | Durée |
| --- | -------------------------------------------- | ------------------------------ | ----- |
| 1.  | Wood on the sand                             | Dan Ar Braz                    | 5:18  |
| 2.  | Moon river                                   | Johnny Mercer / Henry Mancini  | 3:06  |
| 3.  | The girl from the other side of the mountain | Dan Ar Braz                    | 3:40  |
| 4.  | La plage de Kermyl                           | Dan Ar Braz                    | 5:15  |
| 5.  | It's for you to                              | Dan Ar Braz                    | 4:15  |
| 6.  | O Shenandoah                                 | trad. arrangements Dan Ar Braz | 3:17  |
| 7.  | Ar menuizar                                  | Dan Ar Braz                    | 4:24  |
| 8.  | The soul bridge                              | Dan Ar Braz                    | 4:27  |
| 9.  | Avec le temps                                | Léo Ferré                      | 4:27  |
| 10. | Le hasard                                    | Dan Ar Braz                    | 3:40  |
| 11. | None of these words                          | Dan Ar Braz                    | 3:56  |
| 12. | Flakes of peace                              | Dan Ar Braz                    | 3:33  |
| 13. | May peace find you                           | Dan Ar Braz                    | 9:21  |
| 14. | Il voyage en solitaire                       | Gérard Manset                  | 6:52  |
| 15. | Theme for a victory                          | Dan Ar Braz                    | 2:00  |

## Crédits

### Musiciens
- Dan Ar Braz : Guitares, chant
- Bernard Le Dreau : cuivres
- Yannick Hardouin : basses
- Patrick Péron : claviers
- Jacques Pellen : guitares
- Jérôme Kerihuel : percussions
- Clarisse Lavanant : chœurs (The girl from the other side of the mountain)